# Khalifah Al-Dawsari
Khalifah Al-Dawsari (en arabe : خليفة الدوسري), né le 2 janvier 1999 à Khobar en Arabie saoudite, est un footballeur international saoudien. Il joue au poste de défenseur central à Al-Hilal FC.

## Biographie

### En club
Formé à Al-Qadisiya, il signe son premier contrat professionnel le 28 mai 2018.
Le 7 août 2021, il signe pour cinq ans avec Al-Hilal.

### En sélection
Avec les moins de 19 ans, il participe au championnat d'Asie des moins de 19 ans en 2018. Lors de cette compétition organisée en Indonésie, il ne joue qu'une seule rencontre. L'Arabie saoudite remporte le tournoi en battant la Corée du Sud en finale.
Il dispute ensuite avec les moins de 20 ans la Coupe du monde des moins de 20 ans en 2019. Lors du mondial junior qui se déroule en Pologne, il joue trois matchs. Avec un bilan de trois défaites en trois matchs, l'Arabie saoudite est éliminée dès le premier tour.
Il participe ensuite avec la sélection olympique aux Jeux olympiques d'été de 2020, organisés lors de l'été 2021 à Tokyo. Lors du tournoi olympique, il joue trois matchs. Avec un bilan de trois défaites en trois matchs, l'Arabie saoudite est éliminée dès le premier tour.
Il reçoit sa première sélection en équipe d'Arabie saoudite le 1er décembre 2021, contre la Jordanie. Ce match perdu 0-1 rentre dans le cadre de la Coupe arabe de la FIFA 2021, un tournoi organisé au Qatar. C'est le seul match qu'il joue lors de cette compétition.

## Palmarès
Arabie saoudite -19 ans
- Championnat d'Asie -19 ans (1) :
  - Vainqueur : 2018.